# Carneiro de Mendonça
Roberto Carlos Vasco Carneiro de Mendonça (Rio de Janeiro, 13 de novembro de 1894 — 12 de abril de 1946) foi um militar e político brasileiro.

## Biografia
Foi interventor federal no Ceará, de 22 de setembro de 1931 a 5 de setembro de 1934. Durante seu governo foi criado o Conselho de Educação do Estado do Ceará (2 de fevereiro de 1932) e a Imprensa Oficial do estado (11 de dezembro de 1930).
5 de fevereiro - Remodela o Serviço Sanitário do Estado, autorizando o Diretor de Higiene a fundar com a Santa Casa um serviço de pronto socorro.
Em 26 de fevereiro de 1932, participa de comício na Praça do Ferreira, durante o qual discursou ao lado do Major Juarez Távora, do Tenente integralista Severino Sombra, e do jornalista Demócrito Rocha. Após, embarca em viagem para o Sul, transmitindo ao Desembargador Olívio Câmara o exercício do cargo de Interventor Federal interino.
Em 8 de março, explica em Nota Oficial que as assinaturas feitas ao jornal O Povo, foram em consequência de dispositivo legal que manda enviar gratuitamente aos membros da magistratura e do ministério público o jornal em que forem publicados os atos oficiais.
Em 10 de março, a Associação Comercial e várias outras sociedades telegrafam a Vargas pedindo a permanência do Capitão Carneiro de Mendonça na Interventoria do Estado e a restauração, não só da Escola de Aprendizes Marinheiros, mas também do Serviço de Saneamento Rural.
9 de setembro - Decreta a proibição de dar nome de pessoas vivas a localidades, ruas, pontes, viadutos, praças, escolas e quaisquer outros estabelecimentos, e a fixação de seus retratos em repartições públicas.
Outra criação de seu governo, em 11 de dezembro de 1933, foi uma escola para menores abandonados e delinquentes, subordinada à polícia do estado, com internato e escola agrícola, na então vila de Santo Antônio do Pitiguari (hoje Maracanaú). Conhecido popularmente como Santo Antônio do Buraco, o reformatório tornou-se folclórico, pois passou a ser usado para assustar crianças. No imaginário popular, acreditava-se que ali era um local insalubre, com um grande buraco escuro habitado por insetos e cobras. Atualmente ela carrega o nome de seu fundador.
A fim de solucionar a crise política no Pará, Getúlio Vargas designa Roberto Carlos de Mendonça para interventoria federal daquele estado, governando o estado de 12 de abril de 1935 a 4 de maio de 1935.

Foi ministro do Trabalho, Indústria e Comércio no governo José Linhares, de 31 de outubro de 1945 a 31 de janeiro de 1946.